# Camponotus agonius
Camponotus agonius är en myrart som beskrevs av Santschi 1915. Camponotus agonius ingår i släktet hästmyror, och familjen myror. Inga underarter finns listade.